# カナッペ

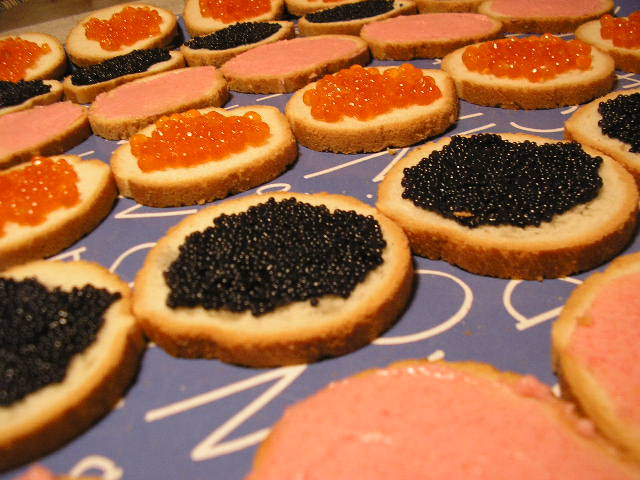
カナッペの例

カナッペ（仏: canapé、カナペとも）とは、一口大に切った食パンや 薄く切ったフランスパン、クラッカーなどに、チーズや野菜などを盛った料理。
名称はフランス語で「背もたれのある長椅子、ソファー」の意味。

## 概要
オープンサンドイッチの一種であり、手でつまんで食べるフィンガーフードの一種である。
コース料理の前菜、あるいは酒の肴として供されることが多く、メインの料理がテーブルに並ぶまでの間をソファーでくつろぐゲストに提供される料理である。
盛る材料はあまり水分が多いものでなければ何でもかまわないが、代表的なものとして、フォアグラ、ローストビーフ、蒸し鶏、ハム、パテなどの肉類、キャビア、茹でたエビ、スモークサーモン、オイルサーディン、イクラなどの魚介類、カマンベールチーズ、ブルーチーズなどの乳製品、トマトやキュウリのような野菜類、ニワトリやウズラのゆで卵などがある。

## 歴史
カナッペの発祥時期については定かではないが、1600年代のルイ14世がフランス国王だった時代には、すでに存在したとされる。

## 類似する料理
似た料理にイタリア料理のブルスケッタがある。フランスとイタリアといった違いの他、ブルスケッタは土台となるパンにオリーブオイルやニンニクを塗るが、カナッペは塗らないという違いがある。
オープンサンドイッチとの違いは、カナッペはひとくちサイズであるのに対し、オープンサンドイッチは特にひとくちサイズにはこだわってはいないことが挙げられる。また、使用するパンについてもカナッペはカリっとしたものを使用するのに対し、オープンサンドイッチは軟らかいパンも使用する。
フランスやベルギーのタルティーヌは、バターやジャム、フルーツなど甘いものを塗ったり、乗せたりする点に違いがある。
スペインのピンチョスは串で刺してある点がカナッペと異なり、タパスは小皿でフォークを添えて提供されるのでフィンガーフードというわけではない点が異なる。